# 甘南日报
《甘南日报》是中华人民共和国甘肃省的一家报刊，直属于中国共产党甘南藏族自治州委员会，该报也是中共甘南州委的机关报，以汉语、藏語两门在地语言出版，该报还拥有自己的新浪微博、微信公众号及手机應用軟體。

## 历史沿革
中华人民共和国成立后的1952年4月，中共夏河县委决定创办自己的工委机关报《夏河报》及编辑部，1953年1月，该报建立了自己的印刷厂；中共甘南藏区工作委员会成立后，中共党委研议建立甘南藏族自治区党委机关报，《夏河报》遂于1953年5月易名为《甘南报》，并于1956年7月中旬从夏河县迁至合作鎮，期间曾多次停刊:277-278。
1995年1月1日，《甘南报》转而使用微机排版系统印制报纸，2004年，该报更名为《甘南日报》:279。

## 内容
自1953年5月《甘南报》创立以来，该报即一直以中文及藏文两种文字印行，以方便甘南在地的藏族民众阅读:124，自1972年5月2日以来，《甘南报》改为藏汉两种文字对应，现今的《甘南日报》中文版及藏文版则分别出版。
《甘南日报》主要栏目有“甘南要闻”、“经济新闻”、“社会新闻”、“人物”、“文体”及“科教”等。作為中共甘南州委的機關報，《甘南日报》也是中共甘南州委、甘南州人民政府向外界表達其觀點與角度的重要工具，其对该州党政领导、行政机关的日常活动报导较多:239。